# Thruxton (Herefordshire)
Pour les articles homonymes, voir Thruxton.
Thruxton est une paroisse civile et un village du Herefordshire, en Angleterre.